# Zwillinge verliebt in Paris
Zwillinge verliebt in Paris ist ein US-amerikanischer Spielfilm aus dem Jahr 1999. Die Hauptdarsteller sind Mary-Kate und Ashley Olsen sowie Peter White. Die Regie der Komödie führte Alan Metter. Er erschien in den USA als Direct-to-Video-Film und auf DVD, 2006 in Deutschland als DVD.

## Handlung
Die amerikanischen Zwillinge Allyson und Melanie Porter besuchen ihren Großvater Edward in Paris. Er ist dort Botschafter der USA und hat wenig Zeit für die beiden Mädchen. Deswegen stellt er ihnen seinen Assistenten Jeremy Bluff als Aufsicht zur Seite, dem sie immer wieder entwischen. Sie verlieben sich in die Stadt und in zwei französische Jungen, Jean und Michel. Allyson und Melanie  besuchen mit dem Motorroller die Sehenswürdigkeiten der Stadt wie Notre-Dame und lernen viele nette Leute kennen. Sie unternehmen eine Shoppingtour durch Boutiquen und  treffen sich zu Dinner-Dates am Eiffelturm.

## Kritik
Philipp Frankhauser urteilte bei md-press.com: „Klares Ziel dieser Komödie ist es, den amerikanischen Teenagern Paris näher zu bringen und ihnen zu zeigen, wie schön es doch in Europa ist. Dieser Faktor ist Alan Metter auch durchaus gelungen mit ‚Zwillinge in Paris‘. Mehr aber allerdings nicht. […] Erbärmlich sind auch die schauspielerischen Leistungen. […] Die Story von ‚Zwillinge verliebt in Paris‘ ist ebenfalls auf unterstem Niveau.“